# Charbonnières (Eure-et-Loir)
Charbonnières ist eine französische Gemeinde mit 259 Einwohnern (Stand: 1. Januar 2022) im Département Eure-et-Loir in der Region Centre-Val de Loire; sie gehört zum Arrondissement Nogent-le-Rotrou und zum Kanton Brou. Die Einwohner werden Soizéens genannt.

## Geographie
Charbonnières liegt etwa 50 Kilometer südwestlich von Chartres in der Landschaft Perche. Umgeben wird Charbonnières von den Nachbargemeinden Authon-du-Perche im Südwesten, Westen und  Norden, Beaumont-les-Autels im Norden, Moulhard im Nordosten, Unverre im Osten,  Les Autels-Villevillon im Südosten sowie La Bazoche-Gouet im Süden.

## Bevölkerungsentwicklung
| Jahr                       | 1962 | 1968 | 1975 | 1982 | 1990 | 1999 | 2006 | 2013 | 2020 |
| Einwohner                  | 514  | 455  | 404  | 311  | 258  | 260  | 257  | 257  | 255  |
| Quellen: Cassini und INSEE |      |      |      |      |      |      |      |      |      |

## Sehenswürdigkeiten
- Kirche Saint-Jean-Baptiste
- Schloss Charbonnières aus dem 15. Jahrhundert

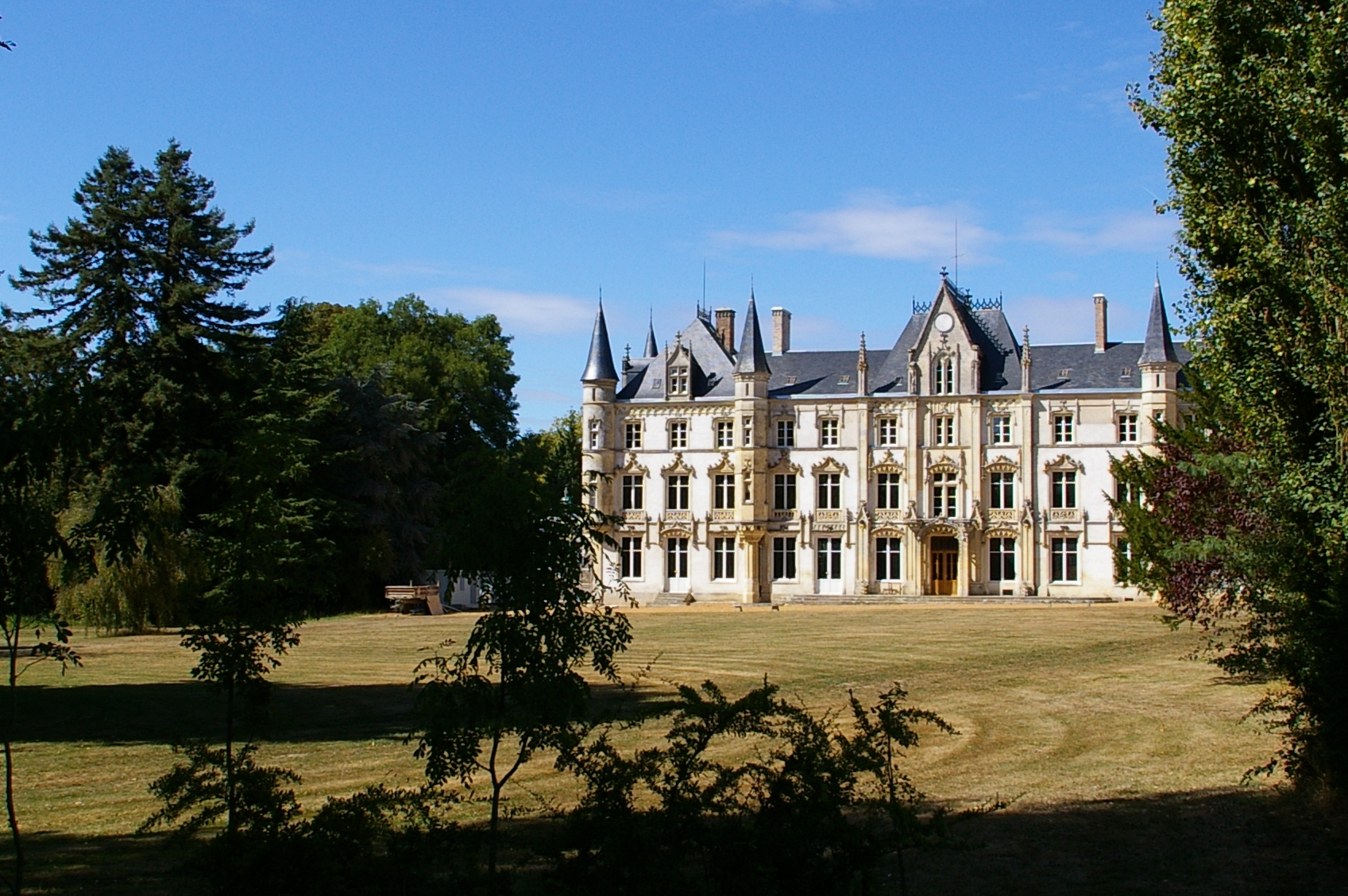
Schloss Charbonnières